# Enyalioides rudolfarndti
Enyalioides rudolfarndti là một loài thằn lằn trong họ Hoplocercidae. Loài này được Venegas, Landauro & Lujan mô tả khoa học đầu tiên năm 2011.